# C-EM i curling 2021
C-Europamesterskabet i curling 2021 for herre- og kvindehold var det 11. C-EM i curling gennem tiden. Mesterskabet blev arrangeret af World Curling Federation og afviklet i Curling Club Trois-Chêne i Genève, Schweiz i perioden 12. - 17. september 2021 med deltagelse af fem kvinde- og ti herrehold. Schweiz var C-EM-værtsland for anden gang, men det var første gang, at mesterskabet blev afviklet i Genève.
Både mændene og kvinderne spillede om tre ledige pladser ved B-EM senere på året.
Mændenes turnering blev vundet af Slovenien foran Belgien og Slovakiet, og de tre hold kvalificerede sig dermed til B-EM. Hos kvinderne gik Litauen, Slovenien og Østrig videre til det kommende B-EM.

## Mænd
I mændenes turnering spillede ti hold om tre pladser ved B-EM senere på året i Lillehammer, Norge. Holdene spillede først et grundspil alle-mod-alle, hvorefter de fire bedste hold gik videre til slutspillet, der blev afviklet med semifinaler, bronzekamp og finale.

### Grundspil
| Dato          | Tid   | Kamp                      | Kamp | Kamp                     | Kamp | Kamp                      | Kamp | Kamp                       | Kamp | Kamp                     | Kamp |
| ------------- | ----- | ------------------------- | ---- | ------------------------ | ---- | ------------------------- | ---- | -------------------------- | ---- | ------------------------ | ---- |
| 12. september | 9:00  | Irland - Slovakiet        | 8-5  | Belgien - Luxembourg     | 13-4 | Liechtenstein - Andorra   | 7-6  | Ukraine - Slovenien        | 1-12 | Rumænien - Kroatien      | 7-4  |
| 12. september | 19:00 | Liechtenstein - Belgien   | 2-16 | Andorra - Irland         | 3-7  | Ukraine - Kroatien        | 4-7  | Rumænien - Slovakiet       | 4-10 | Luxembourg - Slovenien   | 2-10 |
| 13. september | 9:00  | Ukraine - Rumænien        | 3-8  | Slovenien - Kroatien     | 9-2  | Irland - Belgien          | 6-7  | Liechtenstein - Luxembourg | 1-11 | Andorra - Slovakiet      | 4-7  |
| 13. september | 19:00 | Kroatien - Luxembourg     | 7-4  | Slovakiet - Ukraine      | 9-6  | Rumænien - Slovenien      | 0-13 | Belgien - Andorra          | 8-3  | Irland - Liechtenstein   | 13-4 |
| 14. september | 9:00  | Luxembourg - Andorra      | 3-13 | Kroatien - Liechtenstein | 6-10 | Irland - Ukraine          | 8-2  | Belgien - Rumænien         | 12-2 | Slovakiet - Slovenien    | 3-8  |
| 14. september | 19:00 | Liechtenstein - Slovenien | 2-11 | Belgien - Slovakiet      | 1-5  | Luxembourg - Rumænien     | 5-8  | Kroatien - Irland          | 2-11 | Andorra - Ukraine        | 0-6  |
| 15. september | 9:00  | Ukraine - Belgien         | 5-6  | Slovenien - Irland       | 4-6  | Andorra - Kroatien        | 5-9  | Slovakiet - Luxembourg     | 11-1 | Rumænien - Liechtenstein | 4-10 |
| 15. september | 19:00 | Irland - Rumænien         | 6-3  | Luxembourg - Ukraine     | 4-8  | Slovakiet - Liechtenstein | 6-7  | Slovenien - Andorra        | 12-4 | Belgien - Kroatien       | 6-4  |
| 16. september | 14:00 | Kroatien - Slovakiet      | 3-10 | Andorra - Rumænien       | 5-2  | Slovenien - Belgien       | 3-8  | Liechtenstein - Ukraine    | 9-4  | Luxembourg - Irland      | 5-11 |

| Plac. | Hold          | Kampe | Vundne | Tabte | Indb.   | DSC |
| ----- | ------------- | ----- | ------ | ----- | ------- | --- |
| 1.    | Belgien       | 9     | 8      | 1     | 1 sejr  |     |
| 2.    | Irland        | 9     | 8      | 1     | 0 sejre |     |
| 3.    | Slovenien     | 9     | 7      | 2     |         |     |
| 4.    | Slovakiet     | 9     | 6      | 3     |         |     |
| 5.    | Liechtenstein | 9     | 5      | 4     |         |     |
| 6.    | Rumænien      | 9     | 3      | 6     | 1 sejr  |     |
| 7.    | Kroatien      | 9     | 3      | 6     | 0 sejre |     |
| 8.    | Ukraine       | 9     | 2      | 7     | 1 sejr  |     |
| 9.    | Andorra       | 9     | 2      | 7     | 0 sejre |     |
| 10.   | Luxembourg    | 9     | 1      | 8     |         |     |

### Slutspil
Slutspillet havde deltagelse af de fire bedste hold fra grundspillet, Belgien, Irland, Slovenien og Slovakiet. Holdene, der sluttede som nr. 1 og 4 i grundspillet mødtes i den ene semifinale, mens nr. 2 og 3 spillede i den anden. De to finalister gik videre til B-EM, mens de to tabende semifinalister i bronzekampen spillede som den sidste ledige plads ved B-EM.

#### Semifinaler
| Semifinale    | Semifinale |  | 1 | 2 | 3 | 4 | 5 | 6 | 7 | 8 | EE |  | Total |
| ------------- | ---------- |  | - | - | - | - | - | - | - | - | -- |  | ----- |
| Slovakiet (4) |            |  | 0 | 2 | 0 | 0 | 1 | 2 | 1 | 0 | 0  |  | 6     |
| Belgien (1)   |            |  | 1 | 0 | 3 | 1 | 0 | 0 | 0 | 1 | 2  |  | 8     |

| Semifinale    | Semifinale |  | 1 | 2 | 3 | 4 | 5 | 6 | 7 | 8 | EE |  | Total |
| ------------- | ---------- |  | - | - | - | - | - | - | - | - | -- |  | ----- |
| Irland (2)    |            |  | 2 | 0 | 1 | 0 | 2 | 0 | 0 | 0 | 0  |  | 5     |
| Slovenien (3) |            |  | 0 | 2 | 0 | 1 | 0 | 0 | 1 | 1 | 1  |  | 6     |

#### Bronzekamp
| Bronzekamp    | Bronzekamp |  | 1 | 2 | 3 | 4 | 5 | 6 | 7 | 8 | EE |  | Total |
| ------------- | ---------- |  | - | - | - | - | - | - | - | - | -- |  | ----- |
| Slovakiet (4) |            |  | 0 | 2 | 1 | 0 | 2 | 1 | 1 | X | -  |  | 7     |
| Irland (2)    |            |  | 1 | 0 | 0 | 1 | 0 | 0 | 0 | X | -  |  | 2     |

#### Finale
| Finale        | Finale |  | 1 | 2 | 3 | 4 | 5 | 6 | 7 | 8 | EE |  | Total |
| ------------- | ------ |  | - | - | - | - | - | - | - | - | -- |  | ----- |
| Slovenien (3) |        |  | 0 | 0 | 3 | 0 | 1 | 0 | 3 | 1 | -  |  | 8     |
| Belgien (1)   |        |  | 0 | 1 | 0 | 2 | 0 | 2 | 0 | 0 | -  |  | 5     |

### Samlet rangering
| Plac.                                | Hold          | 4                      | 3                 | 2                   | 1                   | Reserve        | Kommentar                  |
| ------------------------------------ | ------------- | ---------------------- | ----------------- | ------------------- | ------------------- | -------------- | -------------------------- |
| Guld                                 | Slovenien     | Jure Čulić             | Tomas Tisler      | Gašper Uršič        | Jošt Lajovec        | Gregor Verbinc | Kvalificeret til B-EM 2021 |
| Sølv                                 | Belgien       | Tom van Waterschoot    | Jeroen Spruyt     | Timothy Verreycken  | Bram van Looy       | Daan Yskout    | Kvalificeret til B-EM 2021 |
| Bronze                               | Slovakiet     | Pavol Pitoňák          | František Pitoňák | Tomáš Pitoňák       | Peter Pitoňák       |                | Kvalificeret til B-EM 2021 |
| 4.                                   | Irland        | John Wilson            | Kyle Paradis      | Arran Cameron       | Craig Whyte         |                |                            |
| 5.                                   | Liechtenstein | Lukas Matt             | Harald Sprenger   | Johannes Zimmermann | Peter Prasch        | Jürgen Gstöhl  |                            |
| 6.                                   | Rumænien      | Valentin G. Anghelinei | Razvan Bouleanu   | Cezar Postelnicu    | Marius Mazilu       |                |                            |
| 7.                                   | Kroatien      | Ante Baus              | Bruno Samardžić   | Miroslav Jurković   | Vedran Horvat       | Dražen Ćutić   |                            |
| 8.                                   | Ukraine       | Mykyta Velytjko        | Eduard Nikolov    | Jaroslav Sjtjur     | Artem Suhak         |                |                            |
| 9.                                   | Andorra       | Josep Garcia           | Enric Morral      | Cesar Mialdea       | Valentin Ortiz      |                |                            |
| 10.                                  | Luxembourg    | Alex Benoy             | Philippe Giltaire | Mike Isenor         | Aljaž Pengov Bitenc | Lukáš Jiroušek |                            |
| Skippere er markeret med fed skrift. |               |                        |                   |                     |                     |                |                            |

## Kvinder
I kvindernes turnering spillede fem hold om tre pladser ved B-EM senere på året i Lillehammer, Norge. Holdene spillede først et grundspil, der blev afviklet som en dobbeltturnering alle-mod-alle, hvorefter de tre bedste hold gik videre til slutspillet.

### Grundspil
| Dato          | Kl.   | Kamp                | Kamp | Kamp                | Kamp |
| ------------- | ----- | ------------------- | ---- | ------------------- | ---- |
| 12. september | 9:00  | Ukraine - Belgien   | 5-9  |                     |      |
| 12. september | 14:00 | Slovenien - Belgien | 8-4  | Litauen - Ukraine   | 8-4  |
| 12. september | 19:00 | Østrig - Slovenien  | 7-3  |                     |      |
| 13. september | 9:00  | Slovenien - Litauen | 3-6  |                     |      |
| 13. september | 14:00 | Østrig - Litauen    | 6-3  | Ukraine - Slovenien | 3-6  |
| 13. september | 19:00 | Belgien - Østrig    | 7-11 |                     |      |
| 14. september | 9:00  | Østrig - Ukraine    | 6-2  |                     |      |
| 14. september | 14:00 | Ukraine - Belgien   | 6-4  | Slovenien - Østrig  | 4-6  |
| 14. september | 19:00 | Litauen - Belgien   | 8-0  |                     |      |
| 15. september | 9:00  | Belgien - Slovenien | 2-10 |                     |      |
| 15. september | 14:00 | Østrig - Ukraine    | 13-1 | Belgien - Litauen   | 6-10 |
| 15. september | 19:00 | Ukraine - Litauen   | 2-8  |                     |      |
| 16. september | 9:00  | Belgien - Østrig    | 4-10 | Litauen - Slovenien | 8-6  |
| 16. september | 19:00 | Slovenien - Ukraine | 6-2  | Litauen - Østrig    | 6-4  |

| Plac. | Hold      | Kampe | Vundne | Tabte | Indb.  | DSC      |
| ----- | --------- | ----- | ------ | ----- | ------ | -------- |
| 1.    | Litauen   | 8     | 7      | 1     | 1 sejr | 51,95 cm |
| 2.    | Østrig    | 8     | 7      | 1     | 1 sejr | 78,42 cm |
| 3.    | Slovenien | 8     | 4      | 4     |        |          |
| 4.    | Ukraine   | 8     | 1      | 7     | 1 sejr | 81,56 cm |
| 5.    | Belgien   | 8     | 1      | 7     | 1 sejr | 95,06 cm |

### Slutspil
Slutspillet havde deltagelse af de tre bedste hold fra grundspillet. Holdene, der vandt grundspillet, Litauen, kvalificerede sig direkte til finalen, mens holdene, der blev nr. 2 og 3 i grundspillet, Østrig og Slovenien, i semifinalen spillede om den anden finaleplads. De tre hold i slutspillet gik alle videre til B-EM.

#### Semifinale
| Semifinale    | Semifinale |  | 1 | 2 | 3 | 4 | 5 | 6 | 7 | 8 | EE |  | Total |
| ------------- | ---------- |  | - | - | - | - | - | - | - | - | -- |  | ----- |
| Østrig (2)    |            |  | 0 | 1 | 0 | 0 | 1 | 1 | 0 | 0 | -  |  | 3     |
| Slovenien (3) |            |  | 1 | 0 | 1 | 2 | 0 | 0 | 1 | 1 | -  |  | 6     |

#### Finale
| Finale        | Finale |  | 1 | 2 | 3 | 4 | 5 | 6 | 7 | 8 | EE |  | Total |
| ------------- | ------ |  | - | - | - | - | - | - | - | - | -- |  | ----- |
| Litauen (1)   |        |  | 3 | 0 | 1 | 0 | 2 | 0 | 0 | X | -  |  | 6     |
| Slovenien (3) |        |  | 0 | 2 | 0 | 0 | 0 | 1 | 0 | X | -  |  | 3     |

### Samlet rangering
| Plac.                                | Hold      | 4                      | 3                      | 2                  | 1                   | Reserve              | Kommentar                  |
| ------------------------------------ | --------- | ---------------------- | ---------------------- | ------------------ | ------------------- | -------------------- | -------------------------- |
| Guld                                 | Litauen   | Virginija Paulauskaitė | Olga Dvojeglazova      | Dovilė Aukštuolytė | Rūta Blažienė       |                      | Kvalificeret til B-EM 2021 |
| Sølv                                 | Slovenien | Maruša Gorišek         | Ajda Zavrtanik Drglin  |                    | Petra Klemenc       |                      | Kvalificeret til B-EM 2021 |
| Bronze                               | Østrig    | Hannah Augustin        | Marijke Reitsma        | Sara Haidinger     | Johanna Höß         | Teresa Treichl       | Kvalificeret til B-EM 2021 |
| 4.                                   | Ukraine   | Anastasiia Kotova      | Jaroslava Kalinitjenko | Polina Putintseva  | Sofiia Koverda      | Oleksandra Kononenko |                            |
| 5.                                   | Belgien   | Damielle Berus         | Veerie Geerinckx       | Kim Catteceur      | Caro Van Oosterwyck | Annemiek Huiskamp    |                            |
| Skippere er markeret med fed skrift. |           |                        |                        |                    |                     |                      |                            |